# John Bush (admirał)
John Fitzroy Duyland Bush (ur. 1 listopada 1914, zm. 10 maja 2013) – brytyjski wojskowy, admirał Royal Navy, uczestnik II wojny światowej, wysokiej rangi oficer okresu zimnej wojny.

## Życiorys
Potomek Paula Busha, pierwszego biskupa Bristolu. Po ukończeniu bristolskiego Clifton College w 1933 roku wstąpił jako kadet do Royal Navy. Jako midszypmen służył na krążownikach „Cornwall” i „Cumberland” oraz niszczycielu „Delight”. Po awansie do stopnia podporucznika był oficerem na niszczycielach „Stronghold”, „Beagle” oraz „Wrestler”, by w 1938 roku przejść na nowy niszczyciel „Nubian”.
Na jego pokładzie wziął udział w początkowych działaniach II wojny światowej. Po zakończeniu kampanii norweskiej został przerzucony na Morze Śródziemne, w skład 14 Flotylli Niszczycieli Floty Śródziemnomorskiej. Uczestniczył między innymi w bitwie koło przylądka Stilo; wypadzie przeciwko włoskiej żegludze w Cieśninie Otranto podczas operacji Judgement, gdzie zasłużył na swój pierwszy Distinguished Service Cross; bitwie koło przylądka Matapan oraz ewakuacji Krety. Podczas tej ostatniej akcji, 26 maja 1941 roku „Nubian” został zaatakowany i uszkodzony przez niemieckie bombowce, a Bush po raz drugi zasłużył na DSC.
W 1942 roku objął dowództwo niszczyciela eskortowego „Belvoir”. W drodze z Wielkiej Brytanii na Morze Śródziemne wokół Przylądka Dobrej Nadziei uczestniczył w zajęciu Madagaskaru. W składzie Floty Śródziemnomorskiej brał udział w operacjach konwojowych, osłonie desantu na Sycylii, lądowania we Włoszech i południowej Francji oraz starciach w rejonie Dodekanezu, za które po raz trzeci został odznaczony DSC. Następnie opuścił rejon Morza Śródziemnego i jako dowódca nowego niszczyciela „Zephyr” w składzie Home Fleet uczestniczył w akcjach na wodach arktycznych. Pod koniec wojny otrzymał dowództwo niszczyciela „Chevron”.
Po wojnie dowodził „Chevronem” na Morzu Śródziemnym, w 1946 roku awansując do stopnia komandora porucznika (Commander). Po okresie służby w sztabie Admiralicji i ukończeniu US Armed Forces Staff College powrócił na morze jako dowódca niszczyciela „Cadiz”. Od 1951 roku był oficerem sztabowym NATO, uczestniczył w przygotowaniu pierwszych wielkich ćwiczeń morskich paktu pod kryptonimem Mainbrace (1952). W dalszym okresie kariery pełnił różne funkcje liniowe i sztabowe. Awansowany w 1960 roku do stopnia kontradmirała, dwa lata później reprezentował Wielką Brytanię na ceremoniach ogłoszenia niepodległości przez Jamajke oraz Trynidad i Tobago. Był także pierwszym brytyjskim admirałem, który stanął na biegunie południowym. W 1967 roku, już w stopniu wiceadmirała, przewodniczył brytyjskiej delegacji do RPA, której celem była renegocjacja porozumienia z Simonstown, brytyjsko-afrykanerskiej umowy o współpracy flot. W październiku tegoż roku został awansowany do stopnia pełnego admirała i objął dowództwo Western Fleet, floty powołanej w miejsce Home Fleet. Został również dowódcą obszaru Wschodniego Atlantyku w NATO. W 1969 roku przewodził dwóm rewiom floty przed królową Elżbietą.
W 1963 roku został kawalerem, w 1965 roku komandorem, a w 1970 kawalerem Wielkiego Krzyża Orderu Łaźni. W tymże roku przeszedł w stan spoczynku. Na emeryturze działał w organizacjach weteranów i absolwentów Clifton College, był również członkiem rady dystryktu East Hampshire, gdzie zamieszkał. Zmarł w maju 2013 roku.